# It's In Our Hands (canción)
«It's In Our Hands» es un sencillo lanzado el 25 de noviembre de 2002 por la cantante y compositora islandesa Björk. El mismo pertenece a Greatest Hits, el álbum de grandes éxitos lanzado el mismo año, siendo la única canción inédita.

## Acerca de la canción
La canción It's In Our Hands fue escrita por Björk. La producción estuvo a cargo de Björk y Drew Daniel del grupo Matmos. Tiene una producción similar a las canciones de Vespertine, su álbum anterior, con un sonido destacado.
Björk nos cuenta. "Fue bonito hacer una canción llena de sangre después de hacer un álbum entero que no tiene sangre, sin embargo, había un punto de Vespertine, que era como ver a través de un cristal. Cuando tocamos en vivo, todos estábamos esperando un balanceo hacia fuera".
La canción toma la melodía de "Die Dinge Des Lebens" de To Rococo Rot. También samplea una composición de Guy Sigsworth inédita.

## Videoclip
El video musical de esta canción fue dirigido por el reconocido Spike Jonze quien también dirigiera el famoso video It's Oh So Quiet para el álbum Post de 1995. En esta oportunidad, Jonze utilizó una cámara de visión nocturna para filmar a Björk en un bosque gigante y poblado de diferentes insectos y plantas. En el videoclip Björk está aún embarazada.

### Lista de canciones (CD 1)
1. «It's In Our Hands»
2. Cocoon. Retangled by Ensemble
3. «All Is Full Of Love» - Live In Brussels

## Segundo disco
Nombre: It's In Our Hands .

Fecha de lanzamiento: 25 de noviembre de 2002.

Formato: CD.

### Lista de canciones (CD 2)
1. «Iioh» - Soft Pink Truth Mix
2. «Iioh» - Arcade Mix
3. «So Broken» - Live on Jools Holland (16-10-98)

## Tercer disco
Nombre: It's In Our Hands .

Fecha de lanzamiento: 25 de noviembre de 2002.

Formato: DVD.

### Lista de canciones (DVD)
1. «It's In Our Hands» (video)
2. «Harm Of Will» - Live in Barcelona
3. «Undo» - Live in Barcelona